# 段姓
段姓是漢姓之一，在《百家姓》中排第218。2006年中国段姓人口排名第81，在越南、韩国也有分布。

## 源出
漢族
1. 出自姬姓，是春秋时郑武公之子叔段的后代。
2. 据《史记·老子列传》所载，老子之子宗，春秋时为魏国将领，受封于段干。後代改姓段。
3. 儒家學者段干木，后代有以单姓段为姓氏的。
4. 出自殷姓，晉朝殷浩後裔被奸人所害而族滅，為避禍而改姓段。

漢族以外
1. 出自五胡十六国時期段部鮮卑後裔。
2. 出自白族，据《姓氏寻源》所载：“云南蛮段氏，魏末段延没蛮代为酋帅，裔孙凭入朝拜为云南刺史，本出武威。”
3. 臺灣臺南市吉貝耍西拉雅族，居民多數漢名為段姓。

## 延伸阅读
[在维基数据编辑]
 《百家姓》
 《欽定古今圖書集成·明倫彙編·氏族典·段姓部》，出自陈梦雷《古今圖書集成》